# Corridors of Power
Corridors of Power es el tercer álbum de estudio del guitarrista norirlandés de blues rock y hard rock Gary Moore, publicado en 1982 por el sello Virgin Records. Con este trabajo se aleja de las influencias del blues rock para enfocarse en el hard rock y heavy metal, siendo uno de sus discos más agresivos.
Obtuvo el puesto 30 en los UK Albums Chart del Reino Unido y además es el primer disco del músico en debutar en la lista Billboard 200 de los Estados Unidos en la posición 149. Además, el sencillo «Don't Take Me for a Loser» fue el primer éxito en el mercado estadounidense, ubicándose en el puesto 31 en la lista Mainstream Rock Tracks en 1983.
Dentro del listado de canciones, Gary versionó el tema «Wishing Well» de la banda inglesa Free. Por otro lado, en 2002 el sello Virgin remasterizó el disco con tres pistas adicionales, entre ellas el tema «Love Can Make a Fool of You».

## Lista de canciones
Todas las canciones escritas por Gary Moore, a menos que se indique lo contrario.

| N.º | Título                         | Escritor(es)                                                           | Duración |  |
| 1.  | «Don't Take Me for a Loser»    |                                                                        | 4:17     |  |
| 2.  | «Always Gonna Love You»        |                                                                        | 3:56     |  |
| 3.  | «Wishing Well» (cover de Free) | Paul Rodgers, Simon Kirke, Tetsu Yamauchi, John Bundrick, Paul Kossoff | 4:06     |  |
| 4.  | «Gonna Break My Heart Again»   |                                                                        | 3:19     |  |
| 5.  | «Falling In Love With You»     |                                                                        | 4:52     |  |
| 6.  | «End of the World»             |                                                                        | 6:53     |  |
| 7.  | «Rockin' Every Night»          | Moore, Paice                                                           | 2:48     |  |
| 8.  | «Cold Hearterd»                |                                                                        | 5:12     |  |
| 9.  | «I Can't Wait Until Tomorrow»  |                                                                        | 7:47     |  |

| Pistas adicionales en remasterización de 2002 |                                                 |          |  |
| N.º                                           | Título                                          | Duración |  |
| 10.                                           | «Falling In Love With You» (remix)              | 4:10     |  |
| 11.                                           | «Falling In Love With You» (remix instrumental) | 4:24     |  |
| 13.                                           | «Love Can Make a Fool for You»                  | 4:06     |  |

## Músicos
- Gary Moore: voz, guitarra eléctrica y coros
- Neil Murray: bajo
- Ian Paice: batería
- Tommy Eyre: teclados

Músicos adicionales
- John Sloman: coros
- Jack Bruce: co-voz principal en «End of the World»
- Mo Foster: bajo en «End of the World»
- Don Airey: teclados en «End of the World»
- Bobby Chouinard: batería en «End of the World»